# Rotmberský dům
Rotmberský dům (celým názvem Dům Rotmberských z Ketře) je renesanční městský palác ze 16. století, stojící v řadové výstavbě Masarykovy třídy severně od Domu Bítovských z Bítova v centru Opavy. Od 3. května 1958 je objekt památkově chráněn.

## Historie a popis
Třípodlažní dům, jehož druhé patro je od posledního podlaží odděleno tenkou římsou, byl postaven v 16. století jako městské sídlo polského rodu Rotmberských z Ketře. První zmínku nalézáme z roku 1593, kdy si Albrecht Donát z Nové Cerekve rozšířil svůj dosavadní opavský majetek, čítající Šnakovský dvůr v Kateřinkách a Donátovský dům na dnešním Dolním náměstí, o tento dům z manželčina věna. Na konci 18. století byl dům na podnět Karla von Wipplara rozšířen o zadní barokní trakt. Poslední významnou stavitelskou změnu zaznamenal objekt v 19. století, kdy byl do jeho průčelí vsazen kvadratický arkýř. Ve druhé polovině 20. století byly jeho přízemní prostory adaptovány ke komerčnímu užití.
V přízemí se dochovala křížová, kdysi hřebínková klenba. Ostatní interiéry jsou již novodobě upraveny.